# طوب حراري

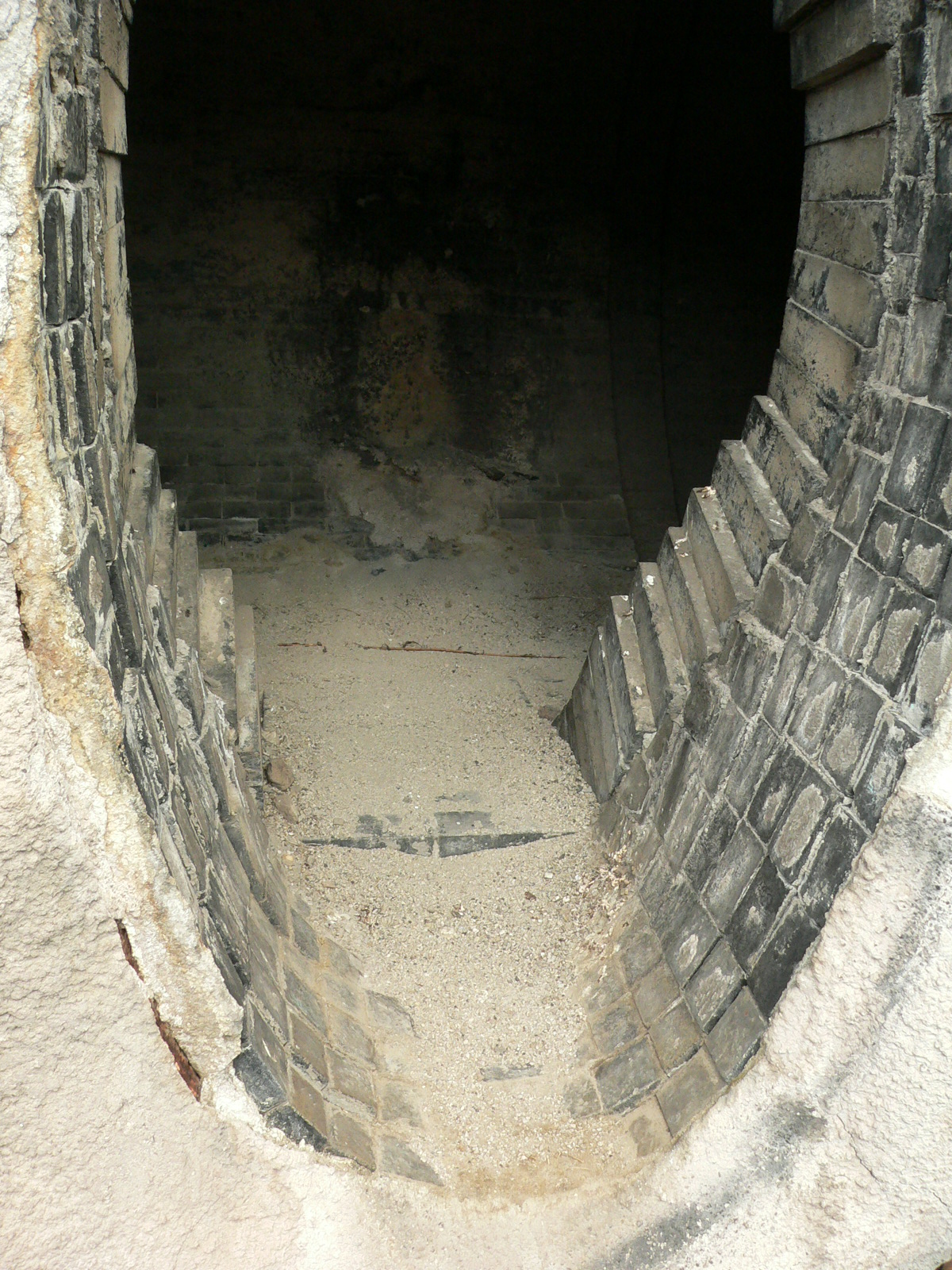
الطوب الحراري في سيارة طوربيد يستخدم لسحب الحديد المنصهر.

الطوب الحراري (ملاحظة 1) هو كتلة من صهر السيراميك في المواد المستخدمة في تبطين الأفران والمواقد. تم بناء الطوب الحراري بشكل أساسي لتحمل درجات الحرارة العالية، وعادةً ما يكون لديه انخفاض في الناقلية الحرارية لزيادة كفاءة الطاقة. عادةً ما يتم استخدام الطوب الحراري في التطبيقات ذات الضغوط الميكانيكية والكيميائية والشديدة الحرارة، مثل داخل الفرن الذي يعمل بالحطب والذي يخضع للتآكل من الخشب، والتدفق من الرماد، وارتفاع درجات الحرارة. في المواقف الأخرى الأقل حرارة، كما هو الحال في الفرن الذي يعمل بالغاز الكهربائي أو الطبيعي، تعتبر الطوب الأكثر مسامية والمعروفة باسم «طوب الفرن» خيارًا أفضل. بالرغم من كونها أضعف لكنها أخف بكثير وأسهل في التكوين وأفضل في العزل بكثير من الطوب الكثيف.
يحتوي الطوب الحراري على محتوى من أكسيد الألومنيوم يمكن أن يصل إلى 50-80٪ (مع أقل من السيليكا).

## هوامش
- ملاحظة 1 المرادفات: الطوب الحراري [2] أو الأرْدِيَّة[3]